# Rząd Xaviera Bettela, Etienne’a Schneidera/Dana Kerscha/Paulette Lenert i Félixa Braza/François Bauscha
Rząd Xaviera Bettela, Etienne’a Schneidera i Félixa Braza – rząd Luksemburga pod kierownictwem premiera Xaviera Bettela oraz wicepremierów Etienne’a Schneidera (którego w lutym 2020 zastąpił Dan Kersch, a tegoż w styczniu 2022 zastąpiła Paulette Lenert) i Félixa Braza (którego w październiku 2019 zastąpił François Bausch). Powstał w miejsce rządu Xaviera Bettela i Etienne’a Schneidera.
Gabinet został powołany po wyborach parlamentarnych w 2018. Koalicję ponownie zawarły dotąd rządzące Partia Demokratyczna (DP), Luksemburska Socjalistyczna Partia Robotnicza (LSAP) oraz Zieloni, które utrzymały większość w parlamencie. 16 października urzędujący premier Xavier Bettel otrzymał kolejną misję powołania rządu. Do zaprzysiężenia członków gabinetu doszło 5 grudnia 2018.
Do rekonstrukcji, obejmującej zmianę jednego z wicepremierów, doszło w październiku 2019. Z przyczyn zdrowotnych ustąpił wówczas Félix Braz (w poprzednim miesiącu przestał być ministrem sprawiedliwości). Stanowisko wicepremiera objął wówczas François Bausch.
Do kolejnej zmiany w zasadniczym kształcie rządu, obejmującej ponownie zmianę jednego z wicepremierów, doszło w lutym 2020. Wiązała się ona z odejściem Etienne’a Schneidera ze wszystkich stanowisk, który swoją rezygnację zapowiedział kilka tygodni wcześniej. Kolejna rekonstrukcja (obejmująca również zmianę socjalistycznego wicepremiera) została przeprowadzona w styczniu 2022.
Gabinet urzędował przez cała kadencję parlamentu. 17 listopada 2023, kilka tygodni po kolejnych wyborach, został zastąpiony przez rząd Luca Friedena i Xaviera Bettela.

## Skład rządu
| Imię i nazwisko | Imię i nazwisko    | Partia               | Urząd |
| --------------- | ------------------ | -------------------- | --- |
|                 | Xavier Bettel      | Partia Demokratyczna | Premier Luksemburga Minister stanu Minister komunikacji i mediów Minister spraw wyznaniowych Minister ds. digitalizacji Minister ds. reformy administracyjnej                                                                                  |
|                 | Etienne Schneider  | LSAP                 | Wicepremier Luksemburga (do lutego 2020) Minister gospodarki (do lutego 2020) Minister zdrowia (do lutego 2020) |
|                 | Dan Kersch         | LSAP                 | Wicepremier Luksemburga (od lutego 2020 do stycznia 2022) Minister sportu (do stycznia 2022) Minister pracy, zatrudnienia, gospodarki społecznej i solidarnościowej (do stycznia 2022)                                                         |
|                 | Paulette Lenert    | LSAP                 | Wicepremier Luksemburga (od stycznia 2022) Minister współpracy rozwojowej i pomocy humanitarnej (do lutego 2020) Minister ds. ochrony konsumentów Minister zdrowia (od lutego 2020) Minister delegowany ds. ochrony socjalnej (od lutego 2020) |
|                 | Félix Braz         | Zieloni              | Wicepremier Luksemburga (do października 2019) Minister sprawiedliwości (do września 2019) |
|                 | François Bausch    | Zieloni              | Wicepremier Luksemburga (od października 2019) Minister obrony Minister mobilności i robót publicznych Minister bezpieczeństwa wewnętrznego (do lipca 2020)                                                                                    |
|                 | Jean Asselborn     | LSAP                 | Minister spraw zagranicznych i europejskich Minister ds. imigracji i azylu |
|                 | Romain Schneider   | LSAP                 | Minister rolnictwa, winogrodnictwa i rozwoju obszarów wiejskich (do stycznia 2022) Minister ochrony socjalnej (do stycznia 2022) |
|                 | Claude Haagen      | LSAP                 | Minister rolnictwa, winogrodnictwa i rozwoju obszarów wiejskich (od stycznia 2022) Minister ochrony socjalnej (od stycznia 2022) |
|                 | Pierre Gramegna    | Partia Demokratyczna | Minister finansów (do stycznia 2022) |
|                 | Yuriko Backes      | Partia Demokratyczna | Minister finansów (od stycznia 2022) |
|                 | Claude Meisch      | Partia Demokratyczna | Minister edukacji narodowej Minister ds. dzieci i młodzieży Minister szkolnictwa wyższego i badań naukowych |
|                 | Corinne Cahen      | Partia Demokratyczna | Minister ds. rodziny i integracji (do czerwca 2023) Minister ds. Wielkiego Regionu (do czerwca 2023) |
|                 | Max Hahn           | Partia Demokratyczna | Minister ds. rodziny i integracji (od czerwca 2023) Minister ds. Wielkiego Regionu (od czerwca 2023) |
|                 | Carole Dieschbourg | Zieloni              | Minister środowiska, klimatu i zrównoważonego rozwoju (do kwietnia 2022) |
|                 | Joëlle Welfring    | Zieloni              | Minister środowiska, klimatu i zrównoważonego rozwoju (od maja 2022) |
|                 | Marc Hansen        | Partia Demokratyczna | Minister ds służby cywilnej Minister ds. kontaktów z parlamentem Minister delegowany ds. digitalizacji Minister delegowany ds. reformy administracyjnej                                                                                        |
|                 | Claude Turmes      | Zieloni              | Minister ds. zagospodarowania przestrzennego Minister ds. energii |
|                 | Sam Tanson         | Zieloni              | Minister kultury Minister sprawiedliwości (od października 2019) Minister mieszkalnictwa (do października 2019) |
|                 | Taina Bofferding   | LSAP                 | Minister ds. równouprawnienia kobiet i mężczyzn Minister spraw wewnętrznych |
|                 | Lex Delles         | Partia Demokratyczna | Minister klasy średniej Minister turystyki |
|                 | Henri Kox          | Zieloni              | Minister mieszkalnictwa (od października 2019) Minister delegowany ds. obrony (od października 2019) Minister delegowany ds. bezpieczeństwa (od października 2019 do lipca 2020) Minister bezpieczeństwa wewnętrznego (od lipca 2020)          |
|                 | Franz Fayot        | LSAP                 | Minister gospodarki (od lutego 2020) Minister współpracy rozwojowej i pomocy humanitarnej (od lutego 2020) |
|                 | Georges Engel      | LSAP                 | Minister sportu (od stycznia 2022) Minister pracy, zatrudnienia, gospodarki społecznej i solidarnościowej (od stycznia 2022) |